# ستانلي سميث
ستانلي سميث (بالإنجليزية: Stanley Smith)‏ (8 يناير 1910 بملبورن في أستراليا - 1984) هو لاعب كريكت أسترالي. لعب مع فريق فكتوريا للكريكت.

## وصلات خارجية
- ستانلي سميث على موقع إي آس بي آن كريك إنفو (الإنجليزية)